# 恒星三角视差总表
恒星三角视差总表（The General Catalogue of Trigonometric Parallaxes，缩写为GCTP）首版于1952年出版，之后被恒星三角视差新总表所取代（现在是第四版），包含了近9,000颗恒星。
与格利泽近星星表（Gliese Catalogue of Nearby Stars）不同的是，它记录了已测得的所有视差而不是从距离太阳特定距离处截止（格利泽近星星表只记录到距太阳25秒差距处的恒星）。它给出的坐标为历元1900，长期变化、自行、加权平均绝对视差和标准差、视差观测数量、不同数据的一致性、视星等以及与其他星表的不同交叉识别。
同时包括UBV测光、MK光谱型、恒星的变化和二元性质（binary nature）数据、轨道（如果已知）以及多方面可以帮助确定数据真实性的信息，恒星三角视差总表里都有记录。